# 潤ますみ
潤 ますみ（じゅん ますみ、1952年8月2日 - ）は日本の女優、歌手。本名・佐藤まり子。東京都墨田区押上出身。
身長162cm。B84cm、W57cm、H83cm（1973年12月）。

## 経歴
施設で生まれ、3歳の時、養父となる父親が東京都庁に勤める子供のいない家庭に貰われる。養父は可愛がってくれたが、養母と上手くいかず、家出を繰り返す。東京家政学院中学校～東京家政学院高校に進み、高校2年時に中退。銀座の喫茶店のウェイトレスをしながら、モデル事務所に所属。自身「『ムゲン』『ビブロス』、モデル仲間と連れ立って遊び歩いた。酒、クスリ、ボンド、ラリって遊んだモデル時代」などと話している。荒木一郎は「潤ますみは前の女房（榊ひろみ）の友達で、オッパイがでかくて、かわいい子がいるって言うから見て俺の事務所（現代企画）に拾ってきた。で日活に入れた」などと話しているが、この荒木の事務所が潤の言うモデルクラブなのかは分からない。
荒木が東映ポルノに関わっていたから東映で女優デビューしたものと見られ、潤まり子の芸名で、1971年『女番長ブルース 牝蜂の逆襲』で映画デビューした後、続いて『ポルノの帝王』（1971年）、『女番長ブルース 牝蜂の挑戦』（1972年）、『現代やくざ 人斬り与太』（1972年）、『温泉スッポン芸者』（1972年）と5本の東映作品に出演。潤本人は「東映で6本出た」と話している。1972年日活に移り、日活ロマンポルノ『（秘）弁天御開帳』で主役を務めた。以降、日活ロマンポルノ初期を彩るアイドル女優として人気を得た。1973年潤ますみに改名。1974年にテレビドラマ『傷だらけの天使』（日本テレビ）の第4話に美人局役で出演し、冒頭にチラッと出た後、中盤でチンドン屋の恰好で萩原健一と廃船の中でセックスシーンを演じている。1975年フリーとなり、古巣東映や松竹作品に出演後、同年、牧口雄二監督の東映ポルノ『玉割り人ゆき』と続編『玉割り人ゆき 西の廓夕月楼』（1976年）に主演。
『日本映画俳優全集・女優編』では、北川れい子から『玉割り人ゆき』『玉割り人ゆき 西の廓夕月楼』に関しては「情念を抑えつつなお情念に揺れ動く女を抑制した演技で好演」と評価されている。しかし、『玉割り人ゆき』の監督・牧口雄二は「潤の芝居が下手過ぎて、すごい上手い人が欲しいと中島葵を脇でキャスティングした。潤は雰囲気だけの女優」と酷評している。もっとも、牧口の演出はこうした現場での苛立ちを全く引きずっておらず、潤はこのカルト映画の顔として北川のような高評価も引き出した。成人映画評論家・北川康春は「細い体とあどけない顔に似合わぬ大きな胸、これが彼女のポイントです。ただし、演技はできない。いってみれば、ロマンポルノの中の"お姫様女優"です」と評している。1976年に芸名を潤まりと改め、日活『暴行切り裂きジャック』（長谷部安春監督）に助演した後、24歳でスクリーンから姿を消したと『日本映画俳優全集・女優編』には書かれているが、テレビドラマは1980年の『真夜中のヒーロー』（日本テレビ）まで、出演歴が見られる。また荒木のプロデュースで歌も出し、歌手としてRCAから「裏町巡礼歌」（1974年）と「新小岩から亀戸へ」（1976年）の2枚のレコードを出している。他にテレビのナイトショーの司会も務めたとされる。

## 出演作品

### 映画
- 女番長ブルース 牝蜂の逆襲（1971年、東映） - 篠原由紀
- ポルノの帝王（1971年、東映） - 須田久子
- 女番長ブルース 牝蜂の挑戦（1971年、東映） - 尻軽の軽子
- 現代やくざ 人斬り与太（1972年、東映） - ユカリ（ホステス）
- 温泉スッポン芸者（1971年、東映） - 花村鮎子
- （秘）弁天御開帳（1972年、日活） - ふーてんのお紺
- 性豪列伝 お揉みいたします（1973年、日活） - ミチ
- 実録白川和子 裸の履歴書（1973年、日活） - 日活女優
- 妻三人 肌くらべ（1973年、日活） - 洋子
- 女高生SEX暴力（1973年、日活） - カルメンユキ
- 団地妻 歓喜の夜（1973年、日活） - 村石マキ
- 職業別SEX攻略法（1973年、日活） - 朱実
- 色道講座 のぞき専科（1973年、日活） - 薫
- 女高生 肉体暴力（1973年、日活） - 山岡亜矢
- 新色暦大奥秘話 愛戯お仕込処（1973年、日活） - おうた
- 怨歌情死考 傷だらけの花弁（1973年、日活） - 高見純子
- 団地妻 火遊び（1973年、日活） - 友美
- 真夜中の妖精（1973年、日活） - 石本冴子
- 女子大生 SEX夏期ゼミナール（1973年、日活） - 土田高子
- 肉体犯罪海岸 －ピラニアの群れ－（1973年、日活） - 今日子
- 性豪列伝 夜の牝馬ならし（1973年、日活） - 味方ユキ
- 女子大生 偽処女 （1973年、日活） - 真弓
- 性教育ママ（1973年、日活） - スミエ
- バンカク 関東SEX軍団（1973年、日活） - ジャックのおけい
- （秘）女子大生 SEXアルバイト（1974年、日活） - 三田映子
- 日本モーテルエロチカ 回転ベッドの女（1974年、日活） - 真弓
- 現代娼婦考 制服の下のうずき（1974年、日活） - 夏川真理
- トルコ風呂（秘）昇天（1974年、日活）
- 下苅り半次郎 （秘）観音を探せ（1975年、東映） - 薫太夫（吉原の花魁）
- 喜劇 女の泣きどころ（1975年、松竹）
- まむしと青大将（1975年、東映） - ローズ
- トルコ（秘）悶絶（1975年、日活）
- 玉割り人ゆき（1975年、東映） - ゆき
- 玉割り人ゆき 西の廓夕月楼（1976年、東映） - ゆき
- 暴行切り裂きジャック（1976年、日活） - 髪の長い女

### テレビドラマ
- 狼・無頼控 第15話「異聞女人の館」（1974年、MBS）
- 傷だらけの天使 第4話「港町に男涙のブルースを」（1974年、NTV） - 美人局[1][6]
- 新宿警察（1975年、CX / 東映）[1]
- くれない心中（1978年、THK）※レギュラー出演
- 七人の刑事 第3シリーズ 第28話「悲しきチェイサー」（1978年、TBS）
- バトルフィーバーJ 第12話「呪い殺法バラ吹雪」（1979年、ANB / 東映） - 野方純子教諭/怪人バラリンガ/バラロボ ※潤真理子名義
- 真夜中のヒーロー（1980年、NTV） - 死神の女
- 大捜査線→大捜査線シリーズ 追跡（1980年、CX）
  - 第28話「贋札遊戯」
  - 第42話「君は人のために死ねるか」
- 太陽にほえろ!（NTV / 東宝）
  - 第433話「金髪のジェニー」（1980年） - 石井ユミの同居人
  - 第455話「死ぬなスニーカー」（1981年） - 池永の恋人
- ザ・ハングマン 燃える事件簿 第7話「亡者を呼ぶ金相場」（1980年、ABC） - 三谷明美（ファッションカメラマン）
- 西部警察 第69話「マシンX爆破命令」（1981年、ANB / 石原プロ） - 中島喜美子
- 走れ!熱血刑事 第15話「三日だけの拳銃」（1981年、ANB）
- 時代劇スペシャル（CX）
  - 岡っ引どぶ 第1作「逆さ吊り殺人事件の影にひそむ奇怪な陰謀の謎!!」（1981年）
  - 姫四郎流れ旅（1982年）

## レコード
シングル
- 裏町巡礼歌 / 泥棒ねこ（1974年8月、RCA）
- 新小岩から亀戸へ / 大人の子守歌（1975年9月、RCA）